# Deggendorf Hauptbahnhof

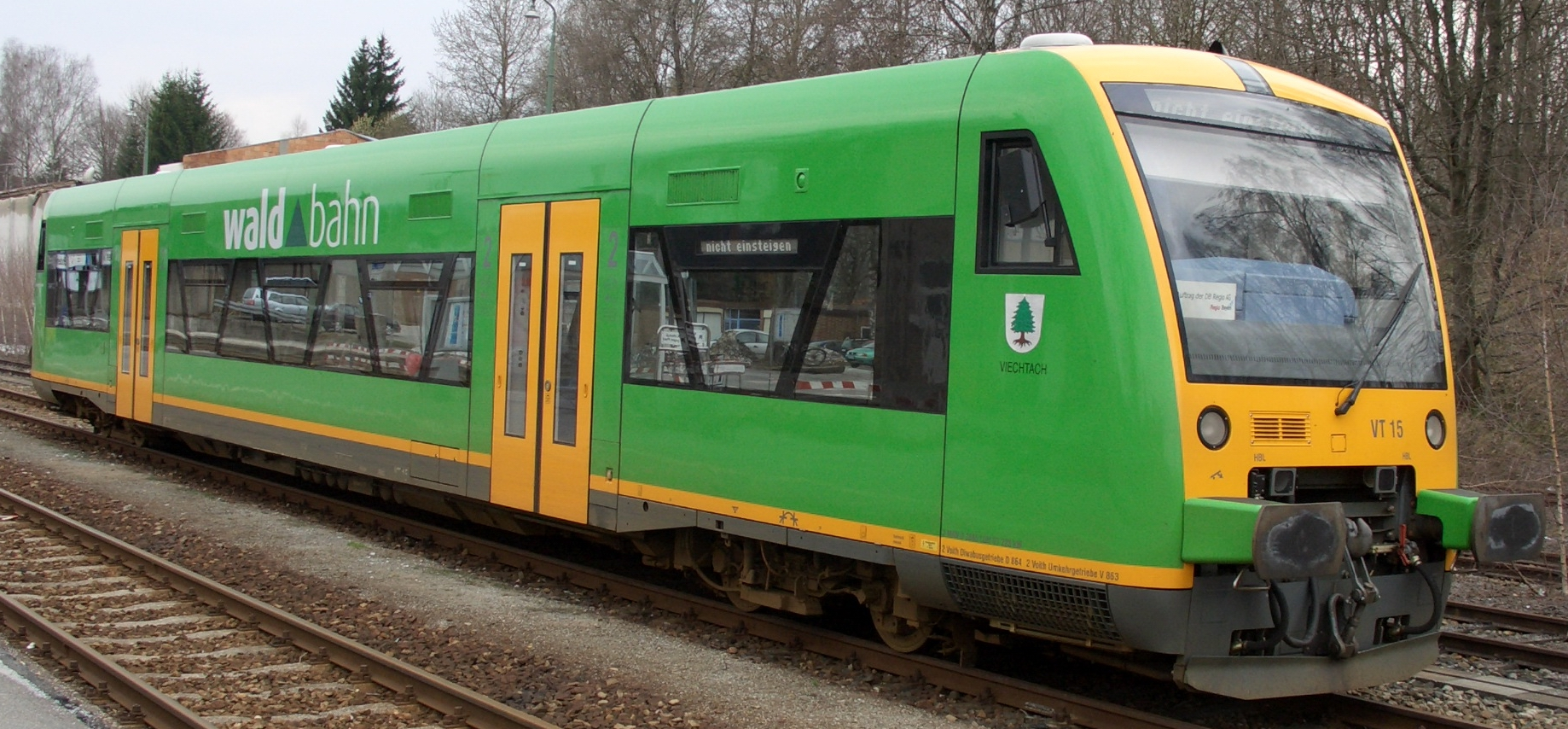
Dízelmotorvonat az állomáson

Deggendorf Hauptbahnhof egy vasúti főpályaudvar Bajorországban, Deggendorf települlésen. 1877-ben nyílt meg. Forgalma alapján a német vasútállomás-kategóriák ötödik csoportjába tartozik.

## Kapcsolódó vasútvonalak
- Landshut (Bay) Hbf–Bayerisch Eisenstein railway
- Deggendorf–Kalteneck-vasútvonal

## Forgalom
| Járat | Útvonal                                                                                | Gyakoriság | Név      |
| ----- | -------------------------------------------------------------------------------------- | ---------- | -------- |
| WBA 1 | Plattling – Deggendorf Hbf – Gotteszell – Regen – Zwiesel (Bay) – Bayerisch Eisenstein | óránként   | Waldbahn |